# Glory by Honor XII
Glory by Honor XII foi um evento de luta profissional realizado pela Ring of Honor, que ocorreu no dia 26 de outubro de 2013 no Frontier Fieldhouse na cidade de Chicago Ridge, Illinois. Esta foi a décima segunda edição na cronologia do Glory by Honor. Ele não foi transmitido ao vivo, mas foi gravado para três episódios do Ring of Honor Wrestling.
O evento evento contou com seis lutas no total, nas quais tiveram destaque Michael Bennett contra Kevin Steen, num combate que foi denominado Piledriver vs. Piledriver e também contou com a participação especial de Lisa Varon após o final da luta e o grande combate entre os campeões Adam Cole (campeão mundial da ROH), reDRagon (Kyle O'Reilly e Bobby Fish) (campeões mundiais de duplas da ROH) e Matt Taven (campeão mundial televisivo da ROH) contra o "time das estrelas" formado por Michael Elgin, Jay Lethal e C&C Wrestle Factory (Caprice Coleman e Cedric Alexander), que saiu vitorioso e segundo uma estipulação, o lutador que conseguisse o pinfall em Cole teria automaticamente uma chance pelo ROH World Championship. Michael Elgin conseguiu esse feito e se transformou no candidato número um ao Campeonato Mundial da ROH.

## Antes do evento
Glory by Honor XII teve lutas de wrestling profissional envolvendo diferentes lutadores com rivalidades e storylines pré-determinadas que se desenvolveram no Ring of Honor Wrestling — programa de televisão da Ring of Honor (ROH). Os lutadores interpretaram um vilão ou um mocinho seguindo uma série de eventos para gerar tensão, culminando em várias lutas.

## Resultados
| No.  | Resultados | Estipulação |
| ---- | --- | --- |
| Dark | The Romantic Touch derrotou Will Ferarra | Luta individual |
| Dark | MsChif derrotou Kasie Rae | Luta individual |
| 1    | Silas Young derrotou Mark Briscoe | Luta individual |
| 2    | Jimmy Jacobs derrotou Adam Page | Luta individual |
| 3    | Michael Bennett (com Maria Kanellis) derrotou Kevin Steen | Luta individual |
| 4    | Tommaso Ciampa derrotou Jesse Sorensen por submissão | Luta individual |
| 5    | Outlaw Inc. (Homicide e Eddie Kingston) derrotaram Adrenaline RUSH (ACH e Tadarius Thomas) | Luta de duplas |
| 6    | Michael Elgin, Jay Lethal e C&C Wrestle Factory (Caprice Coleman e Cedric Alexander) derrotaram Adam Cole, reDRagon (Kyle O'Reilly e Bobby Fish) e Matt Taven - Adam Cole eliminou Cedric Alexander - Adam Cole eliminou Caprice Coleman - Michael Elgin eliminou Kyle O'Reilly - Adam Cole eliminou Jay Lethal - Michael Elgin eliminou Matt Taven - Michael Elgin eliminou Bobby Fish - Michael Elgin eliminou Adam Cole | Luta de quartetos de eliminação Se um dos lutadores fizesse o pinfall em Adam Cole receberia o direito a uma luta pelo ROH World Championship. |